# 북플젠구

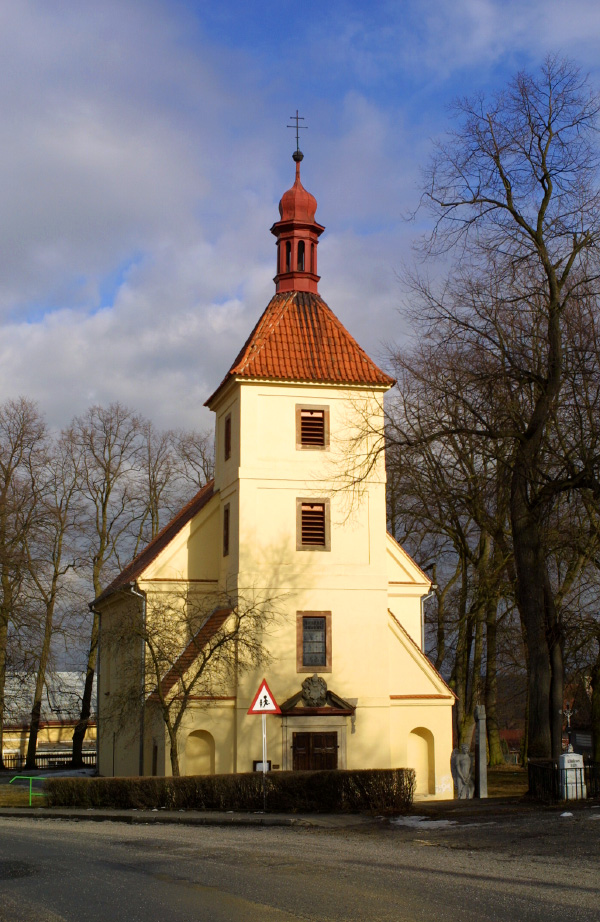
북플젠구 오보라에 위치한 성 미하엘 교회

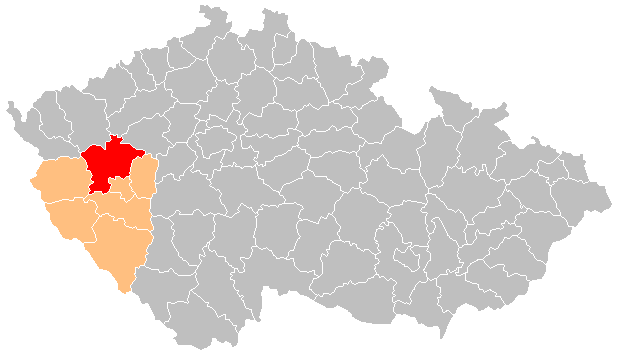
북플젠구의 위치

북플젠구(체코어: Okres Plzeň-sever)는 체코 플젠주를 구성하는 7개 구 가운데 하나로 면적은 1,286.79km2, 인구는 79,278명(2019년 1월 1일 기준), 인구 밀도는 62명/km2이다. 행정 중심지는 플젠이지만 북플젠구가 아닌 별도의 행정 구역에 속한다.
플젠주 북부에 위치하며 98개 지방 자치체(11개 시, 87개 마을)를 관할한다. 플젠주 플젠 도시구, 남플젠구, 로키차니구, 타호프구, 중앙보헤미아주 라코브니크구, 우스티주 로우니구, 카를로비바리주 카를로비바리구, 헤프구와 접한다.